# Дружба (кинокамера)
«Дружба» УС-2, УС-2М — профессиональный штативный киносъёмочный аппарат, рассчитанный на использование стандартной перфорированной 35-мм киноплёнки по ГОСТ 4896—80. Аппарат предназначен для синхронной съёмки фильмов обычного формата, широкоэкранных и кашетированных с размерами и расположением изображения по ГОСТ 24229—80. Массивная конструкция камеры позволяет использовать её только с тяжёлого штатива для съёмок в павильоне и, в некоторых случаях на натуре. «Дружба» была одной из самых массовых кинокамер, использовавшихся для съёмки звуковых сцен большинства советских художественных фильмов.

## История создания
В 1958 году на киностудии им. А. Довженко был разработан синхронный киносъёмочный аппарат «Украина» УС-1, предназначенный для съёмки в павильоне. По ряду показателей конструкция была непригодна для серийного производства, и с помощью МКБК, «Москинапа» и НИКФИ под руководством В. Л. Трусько, В. В. Алексеева и В. Н. Матисона камеру модернизировали, получив аппарат «Дружба», производство которого было налажено с 1961 года. Низкий уровень шума в 28 дБА позволял проводить синхронные киносъёмки с записью чистовой фонограммы как в павильоне, так и на натуре с использованием классического метода звукозаписи на киноплёнку или перфорированную магнитную ленту, синхронизированные общим питанием электродвигателей звукозаписывающего устройства и камеры от однофазной сети переменного тока. Господствовавшая до конца 1970-х годов технология такой звукозаписи позволяла использовать этот тип камер без дополнительных боксов и звукозащитного стекла перед объективом. 
Дальнейшим развитием конструкции стал киносъёмочный аппарат «Дружба» УС-2М, а позднее — «Союз» УС-3, оснащённый телевизиром и входящий в кинотелевизионный комплекс для многокамерных съёмок. Первый в СССР телевизир был использован во время съёмок фильма «Белое солнце пустыни» камерой «Дружба-Т», оснащённой чёрно-белой передающей трубкой, отбиравшей 80% света из оптического тракта видоискателя. Запись видеосигнала стационарным видеомагнитофоном «КМЗИ-6» позволяла оценить качество каждого дубля сразу после съёмки.
С появлением в начале 1980-х годов нового класса лёгких киносъёмочных аппаратов, пригодных для синхронной съёмки и одновременно мобильных, тяжёлые синхронные камеры такого типа вышли из употребления.

## Конструкция
Аппарат оснащён малошумным двухсторонним четырёхзубым грейферным механизмом типа Элленвуда с подвижным контргрейфером, что обеспечивает высокую степень устойчивости киноплёнки в кадровом окне и точность перемещения на шаг кадра. Перемещение киноплёнки в лентопротяжном механизме осуществляется как в прямом, так и в обратном направлениях при помощи комбинированного зубчатого барабана.
Аппарат оснащён внешней кассетой двойного типа ёмкостью 300 метров киноплёнки, позволяющей вести непрерывную съёмку звуковых сцен в течение 10 минут, то есть максимально допустимого метража одной части. Привод от синхронного электродвигателя оснащён редуктором с передаточным отношением 25/24, и позволяет проводить съёмку с единственной частотой 24 кадра в секунду при питании от сети переменного тока с частотой 50 Гц.
Однолопастный зеркальный обтюратор с переменным углом раскрытия 0—160° оснащён полуавтоматическим устройством плавного изменения угла. Это позволяло снимать «затемнения» и осуществлять монтажный переход «наплывом» непосредственно в камере, а не при печати.
Беспараллаксный сквозной визир позволяет наблюдать изображение снимаемого объекта на матовом стекле через лупу с увеличением 5,5×. При съёмке широкоэкранных фильмов используется специальная дезанаморфотная лупа, дающая неискажённое изображение. Кроме сквозного визира аппарат снабжён приставным телескопическим видоискателем с механической компенсацией параллакса, используемый при съёмке с движения (операторской тележки или крана). Для удобства монтажа фильма встроенный кадроотметчик позволяет с помощью микролампы впечатывать на киноплёнку цифровой код с наборного нумератора.
Для съёмки используются сменные анаморфотные или аксиально-симметричные киносъёмочные объективы, а также вариообъективы. Для защиты от боковых засветок аппарат оснащён встроенным компендиумом прямоугольной формы.
При низких температурах включается автономная система электрообогрева механизма.

## Камера «Дружба» в искусстве
- Долгие годы в Москве на улице Вильгельма Пика у входа во ВГИК стоял памятник кинокамере, изображавший аппарат «Дружба», установленный на операторскую кран-тележку. В 2009 году он был перенесён во внутренний двор, а вместо него установлен «памятник ВГИКовцам»: Андрею Тарковскому, Василию Шукшину и Геннадию Шпаликову[12][13].
- В художественном фильме «Иван Васильевич меняет профессию» киносъёмочный аппарат «Дружба» показан на операторском кране в сцене съёмки Зины в видеоклипе «Звенит январская вьюга».
- В фильме «Акваланги на дне» «Дружба» присутствует в сценах киносъёмок.

## Интересные факты
- Практически весь телефильм «Семнадцать мгновений весны», за исключением натурных сцен, снят одним аппаратом «Дружба»[14][15].

- Среди кинематографистов известна история о том, как на почтамте был задержан милицией сотрудник одной из съёмочных групп в экспедиции, дававший телеграмму об отказавшей аппаратуре: «„Родина“ умерла, „Дружба“ подвела, высылайте два „Автомата“. Танки прибыли, всё готово».